# Йельско-колумбийская южная обсерватория
Йельско-колумбийская станция или Йельско-колумбийская южная обсерватория — астрономическая обсерватория, созданная Йельским университетом в 1925 году на территории Университета Витватерсранда в Йоханнесбурге, ЮАР.
Инициировал создание южной обсерватории Фрэнк Шлезингер директор Йельской университетской обсерватории (en:Yale University Observatory), так как на территории США у него не было возможности провести измерения параллаксов и собственных движений звезд с большим отрицательным склонением. Поэтому основной тематикой работы обсерватории были измерения параллаксов и собственных движений звезд в южном полушарии. Для этой цели был установлен 26-дюймовый рефрактор в нетрадиционное здание для обсерваторий: не круглый и неподвижный купол, который обладал большими «мёртвыми зонами» (области неба, которые не доступны для наблюдений) на малых высотах над горизонтом. Но это не мешало основной работе обсерватории, так как наблюдения проводились исключительно на максимальной высотах для исследуемых объектов. В 1946 году к работе с обсерваторией к Йельскому университету присоединился Колумбийский университет. После этого обсерватория получила конечное название «Йельско-колумбийская станция». В 1951 году была полностью завершена программа определения расстояний для звезд из южной полусферы. Обсерватория выполнила свою основную функцию и в связи с увеличением городской засветки было решено её закрыть. 26-дюймовый телескоп был демонтирован и перевезен в Маунт Стромло (Австралия). За всё время работы было отснято около 70 000 фотопластин. Сейчас на территории рядом с бывшей Йельско-колумбийской станцией находится планетарий.

## Директора обсерватории
- 1925—1945 — en:Harold Alden
- 1945—1951 — en:Cyril V. Jackson

## Достижения
- Открытие кометы Ашбрука — Джексона (47P/Ashbrook-Jackson).

## Интересные факты
- В 1963 году Йельский университет вновь решил открыть свою южную обсерваторию. На этот раз в Эль-Леонсито, Аргентина.
- 18 января 2003 года в результате лесного пожара в обсерватории Маунт Стромло (Австралия) был уничтожен 26-дюймовый рефрактор, который до 1951 года работал на Йельско-колумбийской станции.
- На момент установки (1925 год) 26-дюймовый рефрактор был самым большим рефрактором в южном полушарии Земли.